# Бумажный проезд
Бума́жный прое́зд (до 7 июня 1922 года — Во́лковский прое́зд) — проезд в Северном административном округе города Москвы на территории района Беговой.

## История
Проезд получил современное название по находившимся здесь складам бумаги, где в скором времени возникло здание редакций ряда журналов («Огонёк», «Крокодил» и др.). До 7 июня 1922 года назывался Во́лковский прое́зд по фамилии одного из домовладельцев.

## Расположение
Бумажный проезд, являясь продолжением 1-й улицы Ямского Поля, проходит от 5-й улицы Ямского Поля на север параллельно путям Алексеевской соединительной линии Московской железной дороги до транспортной развязки Третьего транспортного кольца, улицы Сущёвский Вал, улицы Нижней Масловки и Савёловской эстакады с улицей Бутырский Вал, улицей Правды, Бутырской и Новослободской улицами (ранее сквозной проезд к транспортной развязке был перекрыт контрольно-пропускным пунктом). Нумерация домов начинается от 1-й улицы Ямского Поля.

## Примечательные здания и сооружения
По чётной стороне:
- д. 14, стр. 1 — офисный центр, редакции газет и журналов (бывший новый газетный корпус, 1967; здесь располагались редакции газет и журналов Экономика и жизнь, Смена, Работница, Здоровье и др.);
- д. 14, стр. 2 — офисный комплекс (бывшая типография, 1967).
- д. 14, стр. 3 — склад бумаги № 5.

По нечётной стороне:
- д. 19 — манеж-стоянка для грузовых машин Москомтранса, построен на рубеже 30-х годов, снесён в ноябре 2020 года[5][6].

## Транспорт

### Наземный транспорт
По Бумажному проезду не проходят маршруты наземного общественного транспорта. У южного конца проезда, на 1-й улице Ямского Поля, расположена остановка «1-я улица Ямского Поля» автобуса 82; у северного, на транспортной развязке Третьего транспортного кольца, — остановка «Издательство „Пресса“» автобусов т79, 82, 382, 727.

### Метро
- Станция метро «Савёловская» Серпуховско-Тимирязевской линии и станция метро «Савёловская» Большой кольцевой линии (соединены переходом) — севернее проезда, на площади Савёловского Вокзала.

### Железнодорожный транспорт
- Платформа Савёловская Алексеевской соединительной линии Московской железной дороги — северо-восточнее улицы, на площади Савёловского Вокзала.
- Савёловский вокзал (пассажирский терминал станции Москва-Бутырская Савёловского направления Московской железной дороги) — северо-восточнее улицы, на площади Савёловского Вокзала.